# Hypnelus
Hypnelus és un gènere d'ocells de la família dels bucònids (Bucconidae).

## Taxonomia
Segons la Classificació del Congrés Ornitològic Internacional (versió 7.3, 2017) aquest gènere està format per 2 espècies:
- barbacoll de Wagler (Hypnelus ruficollis).
- barbacoll de dues bandes (Hypnelus bicinctus).